# Campionati del mondo di atletica leggera indoor 2022 - 60 metri piani maschili
La gara dei 60 metri piani maschili dei campionati del mondo di atletica leggera indoor 2022 si è svolta il 19 marzo.

## Podio
| Pos.    | Atleta            | Nazionalità | Tempo |
| ------- | ----------------- | ----------- | ----- |
| Oro     | Marcell Jacobs    | Italia      | 6"41  |
| Argento | Christian Coleman | Stati Uniti | 6"41  |
| Bronzo  | Marvin Bracy      | Stati Uniti | 6"44  |

## Situazione pre-gara

### Record
Prima di questa competizione, il record del mondo indoor e il record dei campionati erano i seguenti.
| Record                | Prestazione | Atleta                        | Data e luogo                              | Competizione                     |
| --------------------- | ----------- | ----------------------------- | ----------------------------------------- | -------------------------------- |
| Record mondiale       | 6"34        | Christian Coleman Stati Uniti | 18 febbraio 2018 Albuquerque, Stati Uniti | Campionati statunitensi indoor   |
| Record dei campionati | 6"37        | Christian Coleman Stati Uniti | 3 marzo 2018 Birmingham, Regno Unito      | Campionati del mondo indoor 2018 |

### Campione in carica
Il campione mondiale indoor in carica era:
| Campione        | Atleta                        | Prestazione | Data e luogo                         | Competizione                     |
| --------------- | ----------------------------- | ----------- | ------------------------------------ | -------------------------------- |
| Mondiale indoor | Christian Coleman Stati Uniti | 6"37        | 3 marzo 2018 Birmingham, Regno Unito | Campionati del mondo indoor 2018 |

### La stagione
Prima di questa gara, gli atleti con le migliori tre prestazioni dell'anno erano:
| Pos. | Atleta                        | Prestazione | Data e luogo                          |
| ---- | ----------------------------- | ----------- | ------------------------------------- |
| 1    | Terrence Jones Bahamas        | 6"45        | 15 gennaio 2022 Lubbock, Stati Uniti  |
| 1    | Christian Coleman Stati Uniti | 6"45        | 27 febbraio 2022 Spokane, Stati Uniti |
| 3    | Micah Williams Stati Uniti    | 6"48        | 15 gennaio 2022 Spokane, Stati Uniti  |
| 3    | Marvin Bracy Stati Uniti      | 6"48        | 27 febbraio 2022 Spokane, Stati Uniti |

## Risultati

### Record
Durante la competizione sono stati stabiliti i seguenti record:
| Record                            | Prestazione | Atleta                        |
| --------------------------------- | ----------- | ----------------------------- |
| Record europeo · Record nazionale | 6"41        | Marcell Jacobs Italia         |
| Record nazionale                  | 6"55        | Karl Erik Nazarov Estonia     |
| Record nazionale                  | 6"58        | Lalu Muhammad Zohri Indonesia |
| Record nazionale                  | 6"61        | Stephen Abosi Botswana        |
| Record nazionale                  | 6"64        | Imranur Rahman Bangladesh     |
| Record nazionale                  | 6"83        | Favoris Muzrapov Tagikistan   |

### Batterie di qualificazione
Le batterie di qualificazione si sono tenute il 19 marzo a partire dalle ore 10:45.
Passano alle semifinali i primi tre atleti di ogni batteria (Q) e i successivi sei atleti più veloci (q).

#### Batteria 1
| Pos | Corsia | Atleta             | Nazionalità | Tempo       | Note                                     |
| --- | ------ | ------------------ | ----------- | ----------- | ---------------------------------------- |
| 1   | 5      | Christian Coleman  | Stati Uniti | 6"51        | Q                                        |
| 2   | 4      | Aleksandar Askovic | Germania    | 6"61        | Q                                        |
| 3   | 8      | Bernat Canet       | Spagna      | 6"63 (.628) | Q                                        |
| 4   | 2      | Ján Volko          | Slovacchia  | 6"66 (.657) | Miglior prestazione personale stagionale |
| 5   | 3      | Aleksa Kijanović   | Serbia      | 6"80        |                                          |
| 6   | 7      | Craig Gill         | Gibilterra  | 7"10        | Miglior prestazione personale            |
| -   | 6      | Umar Khayam Hameed | Pakistan    | dq          | TR16.8                                   |

#### Batteria 2
| Pos | Corsia | Atleta             | Nazionalità         | Tempo       | Note                          |
| --- | ------ | ------------------ | ------------------- | ----------- | ----------------------------- |
| 1   | 7      | Ferdinand Omanyala | Kenya               | 6"62 (.619) | Q                             |
| 2   | 4      | Mario Burke        | Barbados            | 6"64 (.635) | Q                             |
| 3   | 1      | Nigel Ellis        | Giamaica            | 6"64 (.638) | Q                             |
| 4   | 8      | Israel Olatunde    | Irlanda             | 6"66 (.652) |                               |
| 5   | 2      | Adrian Brzeziński  | Polonia             | 6"69 (.685) |                               |
| 6   | 5      | Erik Cardoso       | Brasile             | 6"73        |                               |
| 7   | 3      | Favoris Muzrapov   | Tagikistan          | 6"83        | Record nazionale              |
| 8   | 6      | Mohamed Alhammadi  | Emirati Arabi Uniti | 6"94        | Miglior prestazione personale |

#### Batteria 3
| Pos | Corsia | Atleta              | Nazionalità    | Tempo       | Note   |
| --- | ------ | ------------------- | -------------- | ----------- | ------ |
| 1   | 3      | Arthur Cissé        | Costa d'Avorio | 6"55 (.545) | Q      |
| 2   | 4      | Shuhei Tada         | Giappone       | 6"57 (.565) | Q      |
| 3   | 2      | Lalu Muhammad Zohri | Indonesia      | 6"58        | Q      |
| 4   | 7      | Stephen Abosi       | Botswana       | 6"62 (.613) | q      |
| 5   | 8      | Andrew Robertson    | Gran Bretagna  | 6"62 (.620) | q      |
| 6   | 6      | Dominik Illovszky   | Ungheria       | 6"67        |        |
| -   | 5      | Foday Kallon        | Sierra Leone   | dq          | TR16.8 |

#### Batteria 4
| Pos | Corsia | Atleta                 | Nazionalità | Tempo       | Note   |
| --- | ------ | ---------------------- | ----------- | ----------- | ------ |
| 1   | 2      | Marvin Bracy           | Stati Uniti | 6"46        | Q      |
| 2   | 6      | Femi Ogunode           | Qatar       | 6"52        | Q      |
| 3   | 8      | Karl Erik Nazarov      | Estonia     | 6"55 (.550) | Q      |
| 4   | 4      | Carlos Nascimento      | Portogallo  | 6"62 (.620) | q      |
| 5   | 5      | Giovanni Galbieri      | Italia      | 6"66 (.652) |        |
| 6   | 3      | Mateo Vargas           | Paraguay    | 7"08        |        |
| -   | 7      | Przemysław Słowikowski | Polonia     | dq          | TR16.8 |

#### Batteria 5
| Pos | Corsia | Atleta                | Nazionalità       | Tempo       | Note                                     |
| --- | ------ | --------------------- | ----------------- | ----------- | ---------------------------------------- |
| 1   | 5      | Lamont Marcell Jacobs | Italia            | 6"53        | Q                                        |
| 2   | 6      | Jerod Elcock          | Trinidad e Tobago | 6"63 (.625) | Q                                        |
| 3   | 7      | Imranur Rahman        | Bangladesh        | 6"64 (.632) | Q                                        |
| 4   | 3      | Markus Fuchs          | Austria           | 6"68        |                                          |
| 5   | 2      | Miles Lewis           | Porto Rico        | 6"69 (.682) |                                          |
| 6   | 8      | Hassan Saaid          | Maldive           | 6"87 (.862) | Miglior prestazione personale stagionale |
| -   | 4      | Melique Garcia        | Honduras          | dns         |                                          |

#### Batteria 6
| Pos | Corsia | Atleta                   | Nazionalità               | Tempo       | Note |
| --- | ------ | ------------------------ | ------------------------- | ----------- | ---- |
| 1   | 8      | Travis Collins           | Guyana                    | 6"66 (.654) | Q    |
| 2   | 3      | Rikkoi Brathwaite        | Isole Vergini Britanniche | 6"66 (.655) | Q    |
| 3   | 4      | David Vivas              | Venezuela                 | 6"69 (.683) | Q    |
| 4   | 2      | Ali Anwar Ali Al Balushi | Oman                      | 6"71 (.701) |      |
| 5   | 7      | Kokoutse Fabrice Dabla   | Togo                      | 6"87 (.865) |      |
| -   | 6      | Emmanuel Eseme           | Camerun                   | dns         |      |
| -   | 5      | Joris van Gool           | Paesi Bassi               | dns         |      |

#### Batteria 7
| Pos | Corsia | Atleta                  | Nazionalità   | Tempo       | Note                                     |
| --- | ------ | ----------------------- | ------------- | ----------- | ---------------------------------------- |
| 1   | 2      | Bolade Ajomale          | Canada        | 6"57 (.563) | Q                                        |
| 2   | 7      | Adam Thomas             | Gran Bretagna | 6"59        | Q                                        |
| 3   | 5      | Felipe Bardi            | Brasile       | 6"66 (.658) | Q                                        |
| 4   | 4      | Sean Safo-Antwi         | Ghana         | 6"71 (.705) |                                          |
| 5   | 8      | Hassan Taftian          | Iran          | 6"75        | Miglior prestazione personale stagionale |
| 6   | 6      | Benele Simphiwe Dlamini | eSwatini      | 6"98        | Miglior prestazione personale            |
| -   | 3      | Francesco Sansovini     | San Marino    | dns         |                                          |

### Semifinali
Le semifinali si sono tenute il 19 marzo a partire dalle ore 18:38.
Passano alla finale i primi due atleti di ogni batteria (Q) e i successivi due atleti più veloci (q).

#### Semifinale 1
| Pos | Corsia | Atleta             | Nazionalità       | Tempo       | Note |
| --- | ------ | ------------------ | ----------------- | ----------- | ---- |
| 1   | 3      | Marvin Bracy       | Stati Uniti       | 6"51 (.506) | Q    |
| 2   | 6      | Jerod Elcock       | Trinidad e Tobago | 6"63        | Q    |
| 3   | 2      | Andrew Robertson   | Gran Bretagna     | 6"64 (.632) |      |
| 4   | 4      | Ferdinand Omanyala | Kenya             | 6"64 (.634) |      |
| 5   | 1      | Nigel Ellis        | Giamaica          | 6"65 (.641) |      |
| 6   | 8      | Mario Burke        | Barbados          | 6"67 (.661) |      |
| 7   | 5      | Travis Collins     | Guyana            | 6"67 (.668) |      |
| -   | 7      | Imranur Rahman     | Bangladesh        | dnf         |      |

#### Semifinale 2
| Pos | Corsia | Atleta              | Nazionalità    | Tempo       | Note             |
| --- | ------ | ------------------- | -------------- | ----------- | ---------------- |
| 1   | 3      | Marcell Jacobs      | Italia         | 6"45        | Q =              |
| 2   | 5      | Adam Thomas         | Gran Bretagna  | 6"57        | Q                |
| 3   | 7      | Karl Erik Nazarov   | Estonia        | 6"59 (.581) | q                |
| 4   | 4      | Arthur Cissé        | Costa d'Avorio | 6"59 (.588) | q                |
| 5   | 2      | Stephen Abosi       | Botswana       | 6"61        | Record nazionale |
| 6   | 1      | David Vivas         | Venezuela      | 6"79        |                  |
| -   | 6      | Shuhei Tada         | Giappone       | dq          | TR16.8           |
| -   | 8      | Lalu Muhammad Zohri | Indonesia      | dns         |                  |

#### Semifinale 3
| Pos | Corsia | Atleta             | Nazionalità               | Tempo       | Note |
| --- | ------ | ------------------ | ------------------------- | ----------- | ---- |
| 1   | 6      | Christian Coleman  | Stati Uniti               | 6"51 (.506) | Q    |
| 2   | 5      | Bolade Ajomale     | Canada                    | 6"58        | Q    |
| 3   | 4      | Femi Ogunode       | Qatar                     | 6"60        |      |
| 4   | 3      | Aleksandar Askovic | Germania                  | 6"62        |      |
| 5   | 1      | Carlos Nascimento  | Portogallo                | 6"65 (.642) |      |
| 6   | 2      | Felipe Bardi       | Brasile                   | 6"67 (.667) |      |
| 7   | 8      | Bernat Canet       | Spagna                    | 8"29        |      |
| -   | 7      | Rikkoi Brathwaite  | Isole Vergini Britanniche | dns         |      |

### Finale
La finale si è tenuta il 19 marzo alle ore 21:20.
| Pos | Corsia | Atleta            | Nazionalità       | Tempo       | Note                                                     |
| --- | ------ | ----------------- | ----------------- | ----------- | -------------------------------------------------------- |
|     | 5      | Marcell Jacobs    | Italia            | 6"41 (.407) | Miglior prestazione mondiale stagionale · Record europeo |
|     | 3      | Christian Coleman | Stati Uniti       | 6"41 (.410) | Miglior prestazione mondiale stagionale                  |
|     | 4      | Marvin Bracy      | Stati Uniti       | 6"44        | Miglior prestazione personale                            |
| 4   | 1      | Karl Erik Nazarov | Estonia           | 6"58        |                                                          |
| 5   | 6      | Adam Thomas       | Gran Bretagna     | 6"60        |                                                          |
| 6   | 8      | Jerod Elcock      | Trinidad e Tobago | 6"63 (.625) |                                                          |
| 7   | 7      | Bolade Ajomale    | Canada            | 6"63 (.627) |                                                          |
| 8   | 2      | Arthur Cissé      | Costa d'Avorio    | 6"69        |                                                          |